# Jar'Edo Wens
Jar'Edo Wen è una voce bufala che fu inserita sulla versione in inglese di Wikipedia, rimanendovi per quasi dieci anni prima che venisse notata e poi cancellata nel marzo 2015. Fino alla scoperta della bufala di Alan MacMasters nel 2022, è stata la voce falsa più longeva nella storia di Wikipedia.

## Storia

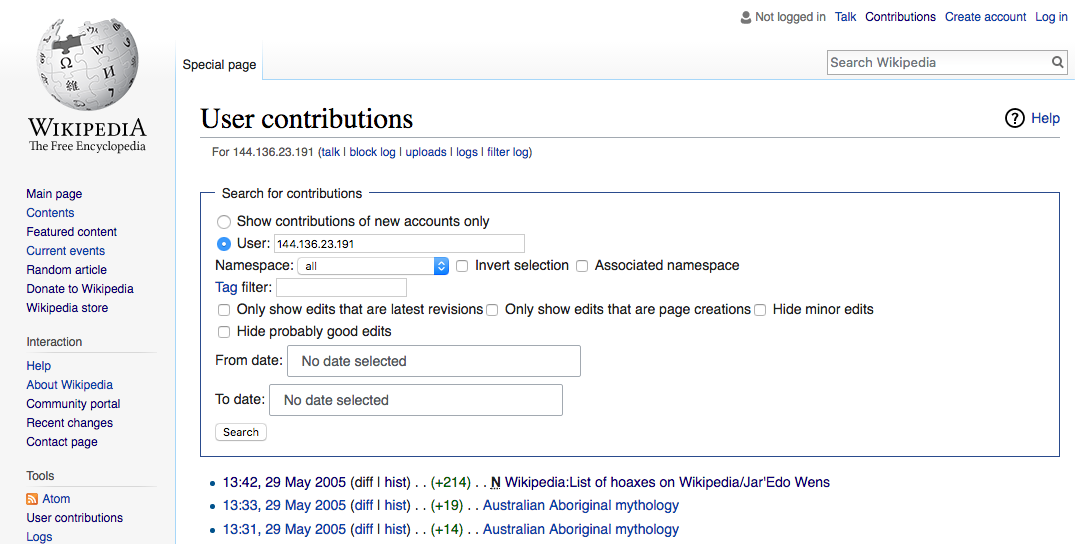
I tre contributi dell'utente anonimo che ha creato la bufala

La voce era senza fonti e riportava notizie su un dio aborigeno australiano («della conoscenza terrena e della forza fisica, creato da Altjira per assicurare che le persone non diventassero troppo arroganti o presuntuose. È associato alla vittoria e all'intelligenza.»); il nome probabilmente deriva da "Jared Owens", con diverse punteggiatura e maiuscole. L'autore fu un utente australiano non registrato, che risultò attivo per circa dieci minuti nel maggio 2005; l'unico altro contributo fu l'aggiunta del termine "Yohrmum" (probabilmente derivante da your mum, "tua mamma") a un elenco di divinità australiane; questo contributo venne invece trovato e rimosso più rapidamente.
Questo ha aperto una vasta discussione sia all'interno della comunità di utenti contributori del progetto che all'estero, su come fare per risolvere il problema del controllo dell'inserimento di informazioni false o inventate. Nell'edizione in lingua tedesca di Wikipedia, viene permesso di pubblicare una modifica solo dopo che è stata revisionata da un utente esperto. Si è proposto di inserire questa metodologia anche nelle edizioni nelle diverse lingue nel 2010 e ancora nel 2012, ma ciò non è mai stata applicata effettivamente nonostante nell'edizione in lingua tedesca sembri funzionare.
Il problema della prevenzione dell'inserimento di informazioni false si scontra con l'enorme numero di voci presenti; un collaboratore del sito Wikipediocracy, Andreas Kolbe, fa notare che «Wikipedia al momento contiene centinaia di migliaia di articoli su argomenti marginali che il suo sistema non è semplicemente in grado di gestire»; nella sola edizione in inglese, quella più numerosa, si contano circa 4,8 milioni di voci con circa 12.000 utenti attivi che hanno maturato una certa esperienza; questa significa che ogni volontario dovrebbe controllare mediamente 400 pagine. Un mezzo di controllo è l'uso di software che setacciano Wikipedia al fine di eliminare vandalismi sulle voci esistenti o verificare l'elenco delle nuove voci create.
La voce, nonostante fosse inventata e quindi priva di fonti, venne inserita in un libro sull'ateismo nel 2012, come parte di una lunga lista di "dei e religioni nella storia che sono cadute in disgrazia".

### Caso editoriale
Jar'Edo Wens divenne celebre come il più longevo esempio di hoax su Wikipedia, rimanendo online per oltre nove anni prima di essere rimosso nel 2015. Il caso è spesso citato in contesti accademici e giornalistici per discutere la vulnerabilità delle fonti aperte e la necessità di una revisione costante dei contenuti enciclopedici.
Venne battuta in longevità dalla bufala di Alan MacMasters, inventore scozzese mai esistito e accreditato falsamente come inventore del tostapane, rimasta online dal 2012 al 2022.